# Une souris verte (chanson)
 (août 2025).
Si vous disposez d'ouvrages ou d'articles de référence ou si vous connaissez des sites web de qualité traitant du thème abordé ici, merci de compléter l'article en donnant les références utiles à sa vérifiabilité et en les liant à la section « Notes et références ».
Pour les articles homonymes, voir Une souris verte.
Une souris verte est une chanson enfantine ou comptine française, datant du XVIIIe siècle ou de la fin du XVIIe siècle. Il existe de nombreuses variantes de cette chanson.

## Origine incertaine
Cette chanson anonyme, très connue dans toutes les régions de France et dans plusieurs pays francophones (Liban, Tunisie, Haïti, Suisse romande, Belgique et Canada), paraît remonter à la fin  du XVIIe siècle ou au commencement du XVIIIe siècle.
Les origines de cette chanson sont obscures. Les interprétations qui ont été proposés doivent être appréhendées avec une très grande prudence. On a ainsi prétendu que ses paroles absurdes seraient l'allégorie d'une initiation alchimique. Une telle explication est cependant peu probable.
Une autre hypothèse avancée est que la fameuse « souris verte » ferait référence à un soldat vendéen dont la tenue était parfois verte. Traqué par des soldats républicains pendant la guerre de Vendée (l'herbe pouvant faire référence aux embuscades dans le bocage vendéen), il aurait été capturé, exposé puis torturé à mort (l'huile et l'eau feraient référence aux supplices de la Mort par ébouillantage et de la noyade), l'escargot pouvant enfin être une comparaison avec une position de recroquevillement à la suite des supplices. Cette hypothèse est elle aussi très sujette à caution. Elle ne s'est répandue dans les médias (et notamment sur Internet) qu'à partir des années 2010. Les sites qui la soutiennent sur Internet se copient tous les uns les autres, sans jamais citer des folkloristes ou des historiens de la chanson française à l'appui de leurs affirmations. En outre, aucun ouvrage spécialisé n'a cité Une Souris verte parmi les nombreuses chansons engendrées par la Révolution française.
Une version non documentée ferait référence à la chasse aux sorcières que l'on menait au bûcher. La souris serait une femme, accusée de sorcellerie et essayant d'échapper à ses bourreaux. On la jugerait alors coupable (je la montre à ces messieurs) et l'enduirait d'huile et d'eau avant de la mener au bûcher.

## Paroles

### Première partie
Une souris verte

Qui courait dans l'herbe

Je l’attrape par la queue,

Je la montre à ces messieurs

Ces messieurs me disent :

Trempez-la dans l’huile,

Trempez-la dans l’eau,

Ça fera un escargot

Tout chaud

#### Variantes
- À la place de « Une souris verte » :
  - Une souris blanche[4]
  - Une poule verte[4]

- À la place de « Une souris verte »–« Qui courait dans l'herbe » :
  - J’ai une poule rouge 
 Qui vient de Toulouse[4]

- À la place de « Je la montre à ces messieurs »–« Tout chaud » :
  - Je la donne à ce monsieur 
 Ce monsieur ne la veut pas 
 Je la garde pour moi[4]

- Entre « Ces messieurs me disent » et « Trempez-la dans l’huile » :
  - Où l’avez vous prise ?[5]

- À la place de « Ça fera un escargot » :
  - Ça fera un artichaut[réf. souhaitée]
  - Elle deviendra un escargot[4]
  - Ça deviendra un escargot[4]
  - Il en sortira un crapaud[5]

- À la place de « Tout chaud » :
  - Tout bouillant, tout chaud[5]

- Après « Tout chaud » :
  - La cuillère à pot[6]
  - Dans la rue Boichot 
 Numéro zéro[6],[5]
  - Dans la rue Carnot 
 Numéro zéro[4]
    - De Monsieur Pierrot[4]

### Deuxième partie
Je la mets dans un tiroir,

Elle me dit qu'il fait trop noir

Je la mets dans mon chapeau,

Elle me dit qu'il fait trop chaud

Je la mets dans ma culotte,

Elle me fait trois petites crottes

#### Variantes
- En remplacement de certains vers ou en rajout :
  - Je la mets dans ma chemise, 
 Elle me fait trois petites bises[réf. souhaitée]
  - Je l’envoie dans son école, 
 Elle me dit : j’en ai ras l’bol[réf. souhaitée]
  - Je la mets dans son p’tit lit, 
 Elle me dit : j’dois faire pipi[réf. souhaitée]
  - Je la mets sur un cheval, 
 Elle me dit : joyeux carnaval[réf. souhaitée]
  - Je la mets sur un coussin, 
 Elle me dit qu'elle est très bien[réf. souhaitée]
  - Je la mets dans mon p'tit lit, 
 Elle me dit : moi j'reste ici ![réf. souhaitée]
  - Je la mets dans mes grandes poches, 
 Elle me dit : elles sont trop moches[réf. souhaitée]
  - Je la mets dans mon jardin, 
 Elle me dit qu'elle s’y sent bien[réf. souhaitée]
  - Je la mets là dans ma main, 
 Elle me dit qu'elle est très bien [réf. souhaitée]
  - Je la mets dans ma cuisine, 
 Elle me mange toute la farine [réf. souhaitée]
  - Je la mets dans mon placard, 
 Elle me mange tout mon lard[4]
  - Je la mets dans mon jupon, 
 Elle me fait trois petits cochons[4]

- À la place de « Elle me fait trois petites crottes » :
  - Elle me fait crotte crotte[4]
  - Elle me mange ma carotte[4]

- Après le dernier vers :
  - Oh ! La coquine ![réf. souhaitée]

- En remplacement :
  - Quelle est sa marraine ? 
 C’est une sauterelle 
 Quel est son parrain ? 
 C’est un vieux lapin[4]

- Ajouté à la fin quand utilisée comme comptine:
  - Un, deux, trois, 
 C’est toi ![7]